# NPO Radio 2
NPO Radio 2 is een nationale radiozender van de Nederlandse Publieke Omroep (NPO). De zender richt zich op de doelgroep 35 tot en met 55 jaar en draait voornamelijk muziek uit de periode 1980 - 2020, aangevuld met nieuwe muziek. Radio 2 is een van de beste beluisterde radiozenders in Nederland, waarbij het marktaandeel in 2024 wel daalde.
De zender heeft diverse programma's met live-sessies van artiesten. Ook worden er alternatieve, en soul-programma's uitgezonden. De zender zoekt veel contact met de luisteraars via de eigen NPO Radio 2-app en de telefoon. Ieder jaar tussen kerst en de jaarwisseling wordt de NPO Radio 2 Top 2000 uitgezonden. Vanaf januari 2025 zenden de omroepen BNNVARA, AVROTROS, PowNed, KRO-NCRV, Omroep MAX en EO uit op de zender.

## Geschiedenis
Na de landelijke zenderprofilering en herindeling van de publieke radiozenders veranderde de naam van Hilversum 1 per zondag 1 december 1985 in Radio 2. Het toenmalige Hilversum 2 werd toen Radio 1. Sinds dinsdag 19 augustus 2014 heet de radiozender NPO Radio 2.
Radio 2 heeft sinds 2007 een marktaandeel van ruim 10% en was in 2019, 2020, 2021, 2022, 2023 en 2024 enige tijd marktleider.
In 2023 stopte de zender met de nachtprogrammering van maandag- tot en met donderdagnacht tussen 00.00 en 04.00 uur. Reden hiervoor waren bezuinigingen op de publieke omroep. In 2025 is er alleen tussen 02.00 en 04.00 geen presentatie.

### Verticale programmering
Elke omroep kreeg, tot 1995, iedere week een gehele dag of dagdeel ter beschikking om te mogen uitzenden. Deze zogenaamde verticale programmering zorgde voor afwisseling; iedere omroep klonk immers anders.
Het was een tijd van grote diversiteit in de radiowereld, met elk kanaal een eigen karakter en doelgroep. De omroepen hadden elk hun eigen programma's en muziekstijlen, wat resulteerde in een breed scala aan luisteraars.
Veronica zond vanaf mei 1982 op woensdag uit. De KRO, die haar vaste dag op Hilversum 3 had, ondervond veel  concurrentie, reden om haar vaste dag te verplaatsen naar de zondag. Vanaf oktober 1984 zonden de EO en de VPRO op woensdag op Hilversum 3 uit, reden voor veel mensen die op de andere dagen van de week naar Hilversum 3 (vanaf 1 december 1985: Radio 3) luisterden te luisteren naar Hilversum 1. Bekende programma's in die tijd waren: Ook goeiemorgen (met Bart van Leeuwen), Muziek terwijl u werkt (met Hans Mondt), Kletskop (met Annette van Trigt), Will wil wel (met Will Luikinga), Terug in de tijd (met Bart van Leeuwen) en Nederland Muziekland (met Chiel van Praag). Tijdens de zomermaanden toerde Veronica tussen 1982 en 1993 door het land met De grote zomertruuk. In het kader van Veronica komt naar je toe deze zomer werd er iedere woensdag live vanaf locatie uitgezonden.
In oktober 1992 wilde men de zender een eigen gezicht geven met het motto De warmste zender van Nederland. Op de doordeweekse middag werd vanaf nu het programma Hart van Twee uitgezonden, dat iedere dag verzorgd werd door een andere omroep met een andere presentator. Vast onderdeel was een spelletje met zanger Albert West als middelpunt. De rest van de zender bleef verticaal geprogrammeerd.

### Horizontale programmering
Vanaf 2 januari 1995 kwam er van maandag t/m vrijdag een horizontale programmering met één jinglepakket (gecomponeerd door Ferry Maat) en één stem (onder anderen Ron Stoeltie, zie ook de station-voices van Radio 2) voor Radio 2. Ook werd de mascotte, hond "Decibello" geïntroduceerd die niet alleen te horen was in de jingles, maar ook te zien in de reclamespots op de publieke televisiezenders.
Doordeweeks werden programma's uitgezonden zoals De gouden uren (met Karel van Cooten), Tijd voor Twee (met Frits Spits), Nederland Muziekland (met Peter Schuiten; vanaf 1 september 1995 vervangen door Maat in de middag met Ferry Maat), Van Staa tot Zeven (met Jetske van Staa) en De gouden greep (met Ron Stoeltie). De slogan die tot dan toe werd gebruikt was Je voelt je thuis, een slogan die vanaf 2006 werd gebruikt voor toenmalige AM-zender NPO Radio 5. 
In eerste instantie bleef de horizontale programmering beperkt tot de middaguren, maar later kwamen daar de avonduren bij. In de avond werd door de verschillende omroepen beurtelings het programma De avond van 2 verzorgd. De KRO gaf het programma als ondertitel Het theater van het sentiment mee. Later kreeg het programma in de avond, dat alleen verzorgd werd door de KRO, als titel Theater van het sentiment.

### Slogans
Het station gebruikte tot half augustus 2008 de slogan Je hoort nog eens wat, daarna Radio 2 is overal. Vanaf januari 2011 was de slogan De muziek zegt alles en in 2013 werd het Come together. Op 5 oktober 2015 werd de slogan NPO Radio 2 is AAN geïntroduceerd en per 1 november 2018 luidt de slogan Er is maar één NPO Radio 2.

### Themadagen en -weken
Het uitzenden van de zogenaamde themadagen en themaweken draagt bij aan de populariteit van Radio 2. In het verleden waren er de Week van de jaren 60, de Week van de jaren 80, de De week van het Nederlandse lied en de Album top 100 aller tijden. Op de album top 100 na, worden deze weken nu op NPO Radio 5 uitgezonden.
Er is wel aandacht voor de jaren ´80 op Radio 2 met de Top 80's in februari. De Top 90's is er in oktober. De Album 2 daagse is er op Eerste en Tweede Paasdag(in 2025 met Pinksteren, omdat Pasen vlak voor Koningsdag viel en op Tweede Paasdag de uitzending van de Koninklijke 500 begon). De Koninklijke 500 wordt sinds 2022 uitgezonden in de week van Koningsdag. Op 24 december is de Kerst Top 50 te horen.
Op de dag van de finale van het Eurovisiesongfestival wordt tussen 17:00 en 21:00 uur de Songfestival Top 50 uitgezonden, een door de luisteraars samengestelde lijst van de 50 beste Songfestivalplaten. Voor deze lijst kan vanaf begin mei worden gestemd via de site van NPO Radio 2. In 2024 werd de lijst niet uitgezonden vanwege de diskwalificatie van Joost Klein tijdens het Eurovisiesongfestival van dat jaar. Hij werd gediskwalificeerd omdat hij een cameravrouw zou hebben bedreigd die hem tegen afspraken in filmde. Vanwege deze diskwalificatie werd de lijst dat jaar vervangen door een programma waarin mensen hierop konden reageren.
Sinds 2022 wordt op de derde vrijdag van maart jaarlijks  De Nationale Popquiz uitgezonden, waarin de muziekkennis van diverse teams (bestaande uit o.a. diverse NPO Radio 2-dj's, collega-dj's van andere publieke radiozenders en NOS-nieuwslezers) wordt getest. De quiz werd van 2022 t/m 2024 uitgezonden vanuit de Zwitsalhal in Apeldoorn; in 2025 vanuit de Lichtfabriek in Haarlem. De quiz werd in 2025 bovendien niet op de derde, maar op de eerste vrijdag van maart uitgezonden.
Deze quiz bestaat uit vijf rondes met open vragen over verschillende categorieën in de popmuziek. Het winnende team krijgt een "Gouden Plaat" en mag het volgende jaar terugkomen om de titel te verdedigen. Luisteraars thuis kunnen meedoen met de quiz om hun muziekkennis te testen. De quiz wordt niet alleen rechtstreeks op NPO Radio 2 uitgezonden, maar is ook te zien op het digitale televisiekanaal NPO 1 Extra. De quiz wordt gepresenteerd door de NPO Radio 2 dj's Jan-Willem Roodbeen en Jeroen Kijk in de Vegte en wordt muzikaal ondersteund door een band, in 2022 Remme en sinds 2023 Voltage.
NPO Radio 2 doet sinds enkele jaren in de eerste week van september mee met de collecteweek voor KWF. De zender houdt in deze week een Nationale Radiocollecte. Luisteraars kunnen in deze week platen aanvragen in ruil voor een donatie aan KWF, net zoals in december bij 3FM Serious Request op NPO 3FM. Daarnaast rijden de NPO Radio 2-dj's de hele week door Nederland met een bus vol luisteraars om geld op te halen op plekken waar niet door anderen gecollecteerd wordt voor KWF.

### Top 2000
De absolute topper is de NPO Radio 2 Top 2000, die sinds december 1999 tussen Kerst en Oud en Nieuw wordt uitgezonden. Deze week zorgt stevast voor de hoogtste luistercijfers in de leeftijdscategorie 20-49 jaar. De Top 2000 wordt voorafgegaan met een stemweek in de eerste week van december.
Sinds 2010 wordt hiervoor jaarlijks een "Top 2000 Café" opgebouwd in het Nederlands Instituut voor Beeld en Geluid in Hilversum. Luisteraars kunnen online kaartjes kopen om de live-uitzeding bij te wonen. Een kaartje geeft 50 minuten toegang tot het café. Op die manier kunnen zo veel mogelijk mensen langskomen. In 2024 waren de 25.000 beschikbare kaarten binnen een uur verkocht.
In 2020 en 2021 was het café niet voor publiek toegankelijk vanwege de coronapandemie. Als alternatief konden mensen in deze jaren via een live-verbinding inloggen op de site van Radio 2 en waren ze te zien op schermen in het café. De lijst wordt sinds dat jaar ook uitgezonden op NPO 1 Extra met beelden vanuit het café. Mensen die niet naar het Top 2000 café kunnen gaan, kunnen hier een kijkje nemen.

## Programmering

### Huidige programma's
Door de jaren heen zijn er veel verschillende programma's op NPO Radio 2 geweest. Hieronder staat een overzicht van de programma's per juni 2025.
| Programma                          | Presentatie                                    | Omroep   |
| ---------------------------------- | ---------------------------------------------- | -------- |
| Aan De Slag!                       | Bart Arens                                     | AVROTROS |
| Alles kan op vrijdag               | Klaas van Kruistum                             | KRO-NCRV |
| Annemiekes A-Lunch                 | Annemieke Schollaardt                          | AVROTROS |
| Blokhuis                           | Leo Blokhuis                                   | BNNVARA  |
| DagNacht                           | Sem Chouikha, Gijs Hakkert of Thomas Hekker    | PowNed   |
| De Albumshow                       | Corné Klijn                                    | AVROTROS |
| De T van Tannaz                    | Tannaz Hajeby                                  | MAX      |
| De Verrukkelijke 15                | Leo Blokhuis                                   | BNNVARA  |
| De Wild in de Middag               | Ruud de Wild                                   | PowNed   |
| Desiree in het Donker              | Desiree van der Heiden                         | PowNed   |
| Eddy's Nachtwacht                  | Eddy Keur                                      | PowNed   |
| Eddy's Nachtwacht Soul Night       | Eddy Keur                                      | PowNed   |
| Evelien!                           | Evelien de Bruijn                              | KRO-NCRV |
| Hallo met Daniel                   | Daniël Lippens                                 | BNNVARA  |
| Het Oor Wil Ook Wat                | Emmely de Wilt                                 | KRO-NCRV |
| Jan-Willem Start Op!               | Jan-Willem Roodbeen en Jeroen Kijk in de Vegte | BNNVARA  |
| Keur In De Middag                  | Eddy Keur                                      | PowNed   |
| Martine In De Middag               | Martine ten Klooster                           | EO       |
| Met Morad                          | Morad El Ouakili                               | PowNed   |
| Muziekcafé                         | Carolien Borgers                               | AVROTROS |
| PAUL!                              | Paul Rabbering                                 | AVROTROS |
| Pauls 90s                          | Paul Rabbering                                 | AVROTROS |
| RINKELDEKINKEL                     | Jeroen van Inkel                               | BNNVARA  |
| Soul Night met Corné               | Corné Klijn                                    | AVROTROS |
| Soul Night met Shay                | Shay Kreuger                                   | BNNVARA  |
| Spijkers Met Koppen                | Willemijn Veenhoven en Dolf Jansen             | BNNVARA  |
| Tims Avondslot                     | Tim op het Broek                               | AVROTROS |
| Van Inkels Choice                  | Jeroen van Inkel                               | BNNVARA  |
| Het NPO Radio 2 Soul Night Dossier | geen presentatie                               | BNNVARA  |
| Het NPO Radio 2 Top 2000 Dossier   | geen presentatie                               | PowNed   |

### NOS Journaal
Op NPO Radio 2 wordt ieder heel uur een uitzending van het NOS Journaal uitgezonden; hiervoor heeft de zender een eigen nieuwsredactie. De vaste nieuwslezers zijn Carmen Verheul (6.30 tot en met 11.30 uur) en Joeri Stubenitsky (12.00 tot en met 18.30 uur). Invallers zijn onder meer Kirsten Klomp, Liselot Thomassen, Susan de Vries, Michel Coenen, Clemens Peters en Ewout de Jong. Op doordeweekse dagen is daarnaast op de halve uren de hele ochtend en middag een kortere nieuwsupdate te horen.
Op zaterdag en zondag worden er tussen 07.30 en 15.00 uur gepresenteerde nieuwsblokken vanuit de studio uitgezonden; de nieuwsupdates op het halve uur zijn dan alleen tussen 07.30 en 09.30 uur (en op zondag om 12.30 en 13.30 uur) en om 14.30 uur te horen. Voor de nieuwsblokken in het weekeinde is er geen vaste nieuwslezer; wel is het zo dat de nieuwslezer vaak beide dagen in het weekeinde voor diens rekening neemt. Ook tijdens de jaarlijkse NPO Radio 2 Top 2000 tussen Kerstmis en oud en nieuw zijn er alleen op de hele uren nieuwsuitzendingen te horen. Deze worden gepresenteerd door degenen die meewerken aan de NPO Radio 2 Top 2000. 
Op de tijden dat er geen nieuwslezer op de redactie aanwezig is ('s avonds en 's nachts), wordt het normale NOS Journaal uitgezonden.
De NOS Journaals en headlines worden aangevuld met verkeersinformatie; hiervoor wordt verbinding gelegd met een filelezer van de ANWB in Den Haag.

### Station-voice
NPO Radio 2 heeft na de invoering van de horizontale programmering ook een centrale "stem", die de aankondiging van elk programma doet en promo's inspreekt. Enkele huidige en voormalige "stemmen":
- Vincent van Engelen
- Ron Stoeltie
- Esther Teule
- Bastiaan Ragas
- Leonieke Toering
- Stefan Stasse (huidig)
- Annemieke Schollaardt (huidig)
- Eline la Croix

### NPO Radio 2 Top Song
Van maandag 5 oktober 1992 tot en met maandag 19 mei 2008 had Radio 2 de TROS Paradeplaat als wekelijkse tipplaat. Na zes jaar géén tipplaat te hebben gehad, werd op vrijdag 16 mei 2014 de NPO Radio 2 TopSong ingevoerd. Bert Haandrikman draaide rond 18:15 uur de allereerste Top Song "Love Never Felt So Good" van Michael Jackson en Justin Timberlake. Sinds 6 januari 2017 wordt de nieuwe NPO Radio 2 Top Song van de week iedere vrijdagochtend rond 10:45 uur bekendgemaakt in het programma Aan De Slag!.

## Beeldmerk

Van 1 januari 2011 t/m 19 augustus 2014
Vanaf 19 augustus 2014

## Slagzinnen
- De warmste zender van Nederland (1992–1995)
- Je voelt je thuis (1995–1999)
- Je hoort nog eens wat (1999–2008)
- Radio 2 is overal (2008–2011)
- De muziek zegt alles (2011–2013)
- Come Together (2013–2015)
- NPO Radio 2 = AAN (5 oktober 2015 – 31 oktober 2018)
- Er is maar één NPO Radio 2 (1 november 2018 – heden)

In de nacht van zondag 31 januari op maandag 1 februari 2021 werd tijdens het programma Van Inkel's Choice een nieuw jinglepakket geïntroduceerd met een herziene uuropener en tunes voor o.a. het NOS Nieuws en de ANWB verkeersinformatie. De vorige uuropener, jingles en tunes waren sinds 1 november 2018 in gebruik.
Aan De Slag! · Afslag Thunder Road · Aje Tho! · Annemiekes A-lunch · Blokhuis · Bureau De Wilt · Bureau Kijk in de Vegte · Corné Klijns Soul Sensations · De Staat van Stasse · De Wild in de Middag · Echt Jasper · Funky Frank's · Giel ·Gijs 2.4 · Grand Café Kranenbarg · Helemaal Haandrikman · Het Platenpaleis · Hey JP! · Holy Hits · Jan-Willem Start Op! · Licence 2 Chill · Mega Album Top 50 · Motel De Wilt · Musical Moods · Muziekcafé · On the Beat · One Night Stenders · Het oor wil ook wat · Paul! · Rabbering Laat · Rarmarmar · RickvanV doet 2 · Rinkeldekinkel · Schiffers.fm · SHAY! · Simone's Songlines · Soul Night met One'sy · Spijkers met koppen · Thank God It's Sunday · The Best of 2night · The Big Frank Show · Thijs · Tijd voor Twee · Van Inkels Choice · Verrukkelijke 15 ·  VrijZaZo Show · Vroeg op Frank · 't Wordt Nu Laat · WILDGROEI · Wout2Day · Yora en Sander, Sander en Yora
Huidige: · Annemieke Schollaardt · Bart Arens · Carolien Borgers · Evelien de Bruijn · Corné Klijn · Daniël Lippens · Desiree van der Heiden · Dolf Jansen · Eddy Keur · Emmely de Wilt · Evert Duipmans · Jan-Willem Roodbeen · Jeroen Kijk in de Vegte · Jeroen van Inkel · Leo Blokhuis · Martine ten Klooster · Morad El Ouakili · Paul Rabbering · Ruud de Wild · Shay Kreuger ·Tannaz Hajeby · Thomas Hekker · Willemijn Veenhoven
Voormalige: Alfred van de Wege · Andrew Makkinga · Bert Haandrikman · Bert Kranenbarg · Cees van Zijtveld · Cielke Sijben · Daniël Dekker · Edwin Diergaarde · Felix Meurders · Ferry Maat · Frank du Mosch · Frits Sissing · Frits Spits · Gerard Ekdom · Giel Beelen · Gijs Staverman · Hans Schiffers · Henk van Steeg · Jan Paul Grootentraast · Jasper de Vries · Jeanne Kooijmans · Jeroen Mulder · Jetske van Staa · Jurgen van den Berg · Karel van Cooten · Kasper Kooij · Kimberley Dekker · Malou Holshuijsen · Marc Adriani · Marisa Heutink · Mart Smeets · Miranda van Holland · One'sy Muller · Peter Schuiten · Peter van Bruggen · Rick van Velthuysen · Rob Stenders · Roeland van Zeijst · Ron Stoeltie · Rutger Radstaake · Ruud Hermans · Sander de Heer · Sander Guis · Sara Kroos · Simone Walraven · Ted de Braak · Thijs Maalderink · Thomas van Vliet · Timur Perlin · Toine van Peperstraten · Tom Mulder · Will Luikinga · Yora Rienstra· Wouter van der Goes· Frank van 't Hof · Stefan Stasse  ·
Lijst van radiozenders in Nederland